# Elżbieta Mączyńska-Ziemacka
Elżbieta Teresa Mączyńska-Ziemacka (ur. 17 listopada 1944) – polska ekonomistka, profesor nauk ekonomicznych (2012), absolwentka studiów ekonomicznych Uniwersytetu Warszawskiego, specjalistka z dziedziny analizy ekonomicznej, finansów i wyceny przedsiębiorstw, wyceny nieruchomości, systemów gospodarczych oraz strategii rozwoju społeczno-gospodarczego. Związana ze Szkołą Główną Handlową w Warszawie (SGH), kierownik studiów podyplomowych „Wycena Nieruchomości”, organizowanych przez Instytut Finansów Korporacji i Inwestycji w Kolegium Nauk o Przedsiębiorstwie SGH.

## Kariera
Członkini Prezydium Komitetu Prognoz „Polska 2000 Plus” i Komitetu Nauk Ekonomicznych PAN oraz Rady Naukowej Instytutu Nauk Ekonomicznych PAN, w latach 2005-2021 prezes Polskiego Towarzystwa Ekonomicznego.
Redaktor naczelna oraz członkini Komitetu Redakcyjnego dwumiesięcznika „Ekonomista”, wydawanego przez PTE i PAN. Członkini Komitetu Redakcyjnego i redaktor naukowa kwartalnika Biuletyn Polskiego Towarzystwa Ekonomicznego. Przewodnicząca Rady Naukowej kwartalnika Warszawskiego Stowarzyszenia Rzeczoznawców Majątkowych „Wycena Nieruchomości i Przedsiębiorstw”. Członkini Rady Redakcyjnej „Kwartalnika Nauk o Przedsiębiorstwie”, wydawanego przez SGH oraz członkini zespołu redakcyjnego kwartalnika „International Journal of Sustainable Economy” (IJSE), Inderscience Publishers Editorial Office.
Od 1998 kierowniczka corocznego, polsko-niemieckiego seminarium na temat systemów gospodarczych, społecznej gospodarki rynkowej i integracji europejskiej, początkowo dwutygodniowego, odbywającego się w Niemczech w Instytucie Studiów Europejskich we Vlotho, a od 2017 tygodniowego, odbywającego się w Ełku w filii Wyższej Szkoły Finansów i Zarządzania w Białymstoku.
Członkini Narodowej Rady Rozwoju przy Prezydencie RP (od 2010).
Przewodnicząca Rady Programowej X Kongresu Ekonomistów Polskich (2019), IX Kongresu Ekonomistów Polskich (2013) i VIII Kongresu Ekonomistów Polskich (2007), redaktor naukowy oraz współautor materiałów kongresowych.
Przewodnicząca Komitetu Gospodarczej Myśli Strategicznej w Ministerstwie Gospodarki (2013–2015).
Członkini powołanego w 2012 i funkcjonującego do 2014 Zespołu Ministra Sprawiedliwości ds. Nowelizacji Prawa Upadłościowego i Naprawczego.
W latach 1994–2005 sekretarz naukowy oraz członek Prezydium Rady Strategii Społeczno-Gospodarczej przy Radzie Ministrów.
W latach 2021–2023 członkini Rady Naukowej Instytutu Pokolenia.
W 2010 odznaczona Krzyżem Kawalerskim Orderu Odrodzenia Polski.

## Publikacje
Autorka około 300 publikacji, m.in.:
- Społeczna Gospodarka Rynkowa – ordoliberalizm a nieład współczesnego świata, red. nauk. Elżbieta Mączyńska, Piotr Pysz, Maria Urbaniec, Polskie Towarzystwo Ekonomiczne, Warszawa 2023.
- Społeczna Gospodarka Rynkowa – ustrojowa przyszłość, red. nauk. Elżbieta Mączyńska, Piotr Pysz, Polskie Towarzystwo Ekonomiczne, Warszawa 2022.
- Społeczna Gospodarka Rynkowa w dobie pandemii i postpandemii, red. nauk. Elżbieta Mączyńska, Piotr Pysz, Polskie Towarzystwo Ekonomiczne, Warszawa 2021.
- Społeczna Gospodarka Rynkowa i integracja europejska w czasach dziejowego przełomu, red. nauk. Elżbieta Mączyńska, Piotr Pysz, Polskie Towarzystwo Ekonomiczne, Warszawa 2020.
- Ekonomia i polityka. Wokół teorii Grzegorza W. Kołodko, red. nauk. Elżbieta Mączyńska, Wydawnictwo Naukowe PWN, Warszawa 2019.
- Społeczna Gospodarka Rynkowa a wartości europejskie, red. nauk. Elżbieta Mączyńska, Piotr Pysz, Polskie Towarzystwo Ekonomiczne, Fundacja Konrada Adenauera, Warszawa 2019.
- Społeczna Gospodarka Rynkowa: Polska i integracja europejska, red. nauk. Elżbieta Mączyńska, Piotr Pysz, Polskie Towarzystwo Ekonomiczne, Warszawa 2018.
- Etyka i ekonomia. W stronę nowego paradygmatu, red. nauk. Elżbieta Mączyńska, Jacek Sójka, Polskie Towarzystwo Ekonomiczne, Warszawa 2017.
- Ochrona praw wierzycieli w Polsce. Wymiar ekonomiczny. Koszty transakcyjne. Prawne formy zabezpieczeń. Informatyzacja sądownictwa, red. nauk. Elżbieta Mączyńska, Jacek Gołaczyński, Polskie Towarzystwo Ekonomiczne, Warszawa 2017.
- Elżbieta Mączyńska: Inkluzywność jako cecha ładu społeczno-gospodarczego, w: Ekonomia przyszłości, red. nauk. M. Bałtowski, Wokół nowego pragmatyzmu Grzegorza W. Kołodko, PWN, Warszawa 2016.
- Bankructwa, upadłości i procesy naprawcze przedsiębiorstw. Wybrane aspekty regulacyjne, red. nauk. Elżbieta Mączyńska, Oficyna Wydawnicza SGH, Warszawa 2015.
- Elżbieta Mączyńska, Sylwia Morawska: Efektywność procedur upadłościowych. Bankructwa przedsiębiorstw, katharsis i nowa szansa, Oficyna Wydawnicza SGH, Warszawa 2015.
- Elżbieta Mączyńska: Zagrożenia. Sekularna stagnacja, w: Raport Krajowej Izby Gospodarczej: Reforma kulturowa 2020, 2030, 2040, cz. I, Warszawa 2015.
- Elżbieta Mączyńska: Co nam przeszkadza? Zapracowanie, w: Raport Krajowej Izby Gospodarczej: Reforma kulturowa 2020, 2030, 2040, cz. I, Warszawa 2015.
- Elżbieta Mączyńska: Inkluzywna gospodarka, w: Raport Krajowej Izby Gospodarczej: Reforma kulturowa 2020, 2030, 2040, cz. II, Warszawa 2015.
- Modele ustroju społeczno-gospodarczego. Kontrowersje i dylematy, red. nauk. Elżbieta Mączyńska, PTE, Warszawa 2015.
- Economics for the Future: Fundamental Issues in Economic Theory and Practice, red. nauk. Elżbieta Mączyńska, PTE, Warszawa 2015.
- Ekonomia dla przyszłości. Fundamentalne problemy teorii ekonomiki i praktyki gospodarczej, red. nauk. Elżbieta Mączyńska, PTE, Warszawa 2014.
- Elżbieta Mączyńska, Piotr Pysz: Liberalismus – Neoliberalismus – Ordoliberalismus. Orientierungen zur Wirtschafts- und Gesellschaftspolitik, 2014; April.
- Kryzysy systemowe. Zagrożenia globalne barierami rozwoju, Komitet Prognoz „Polska 2000 Plus” przy Prezydium PAN, red. nauk. E. Mączyńska, J. Michałek i J. Niżnik, Warszawa 2013.
- Procesy upadłościowe i naprawcze w Polsce na tle doświadczeń Unii Europejskiej, red. nauk. Elżbieta Mączyńska, Oficyna SGH, Warszawa 2013.
- Elżbieta Mączyńska: Ekonomia w warunkach gospodarki nietrwałości, [w:] Polska Myśl Strategiczna. Na spotkanie z enigmą XXI wieku, Biuletyn PTE nr 2 (52) kwiecień 2011, PTE, Warszawa 2011.
- Elżbieta Mączyńska: Bankruptcies of Enterprises and the Owner’s Supervision, w: “The Economy and Economics after Crisis”, Berliner Wirtschaftsverlag, Berlin 2011.
- Ekonomia i ekonomiści w czasach przełomu, red. nauk. E. Mączyńska i J. Wilkin, PTE, Warszawa 2010.
- Cykle życia i bankructwa przedsiębiorstw, red. nauk. Elżbieta Mączyńska, Oficyna Wydawnicza SGH, Warszawa 2010.
- Zagrożenia w działalności gospodarczej a prawo bilansowe, red. nauk. Elżbieta Mączyńska, Zbigniew Messner, Warszawa 2010.
- Idee ordo i społeczna gospodarka rynkowa, red. nauk. Elżbieta Mączyńska, Piotr Pysz, Warszawa 2010.
- Meandry upadłości przedsiębiorstw, red. nauk. Elżbieta Mączyńska, SGH, Warszawa 2009.
- Polska transformacja i jej przyszłość, red. nauk. Elżbieta Mączyńska, PTE, Warszawa 2009.
- Co ekonomiści myślą o przyszłości, red. nauk. J. Kleer, E. Mączyńska, A. Wierzbicki, PTE, Komitet Prognoz PAN, Warszawa 2009.
- Poland’s transition and its future, red. nauk. Elżbieta Mączyńska, PTE, Warszawa 2009.
- O kształtowaniu ładu gospodarczego, red. nauk. E. Mączyńskiej i Z. Sadowskiego, PTE, Warszawa 2008.
- Bankructwa przedsiębiorstw. Wybrane aspekty instytucjonalne, red. nauk. Elżbieta Mączyńska, SGH, Warszawa 2008.
- E. Mączyńska, M. Zawadzki: Dyskryminacyjne modele predykcji bankructwa przedsiębiorstw, „Ekonomista” nr 2, 2006.
- Elżbieta Mączyńska: Wycena przedsiębiorstw. Zasady, procedury, metody, SKwP Warszawa 2005.
- Zagrożenie upadłością, Materiały i Prace IFGN, Tom XCIII, red. nauk. Elżbieta Mączyńska, SGH, Warszawa 2005.
- Społeczna gospodarka rynkowa, red. nauk. Elżbieta Mączyńska, PTE, Warszawa 2003.
- E. Mączyńska, M. Prystupa: Ile jest warta nieruchomość, Poltext, Warszawa 2003.
- Restrukturyzacja przedsiębiorstw w procesie transformacji gospodarki polskiej, Tom I i II, red. nauk. Elżbieta Mączyńska, DiG, Warszawa 2001.
- Elżbieta Mączyńska: Efektywność polskich przedsiębiorstw i jej pomiar, w: VII Kongres Ekonomistów Polskich T. IV. Przedsiębiorczość i konkurencyjność, red. J. Kotowicz-Jawor, PTE, Bellona, Warszawa 2001.
- Elżbieta Mączyńska: Źródła finansowania rozwoju przedsiębiorstw w procesie transformacji, w: Przedsiębiorstwa w procesie transformacji, red. J. Mujżel, Poltext, Warszawa 1997.
- Elżbieta Mączyńska: Problemy funkcjonowania sfery badawczo-rozwojowej w warunkach transformacji, w: Dynamika transformacji polskiej gospodarki, praca zbiorowa pod kier. nauk. M. Belki, W. Trzeciakowskiego, Wydawnictwo Poltext, Warszawa 1997.
- Raporty Rady Strategii Społeczno-Gospodarczej przy Radzie Ministrów (RSSG), publikowane w latach 1994–2005.

## Projekty badawcze
Kierownik wielu projektów badawczych, m.in.:
- Ocena poziomu rzeczywistej ochrony praw wierzycieli w Polsce w latach 2004–2012 – koszty transakcyjne dochodzenia prawa z umów, grant NCN realizowany w Kolegium Nauk o Przedsiębiorstwie SGH w 2014 r.
- Efektywność postępowań upadłościowych, Kolegium Nauk o Przedsiębiorstwie SGH, Grant N N112 180739, badania prowadzone w okresie 3 listopada 2010 – 2 listopada 2012
- Przesłanki i bariery rozwoju przedsiębiorstw w Polsce. Upadłości przedsiębiorstw w Polsce – skala, przyczyny, przeciwdziałanie, Kolegium Nauk o Przedsiębiorstwie SGH, badania prowadzone w latach 2004–2006
- Systemy wczesnego ostrzegania przed bankructwem przedsiębiorstw. Wskaźniki wczesnego informowania, Grant KBN – 1 H02C 029 18, Instytut Nauk Ekonomicznych PAN, badania prowadzone w okresie 1 marca 2000 – 31 grudnia 2002